# Lucien Foort

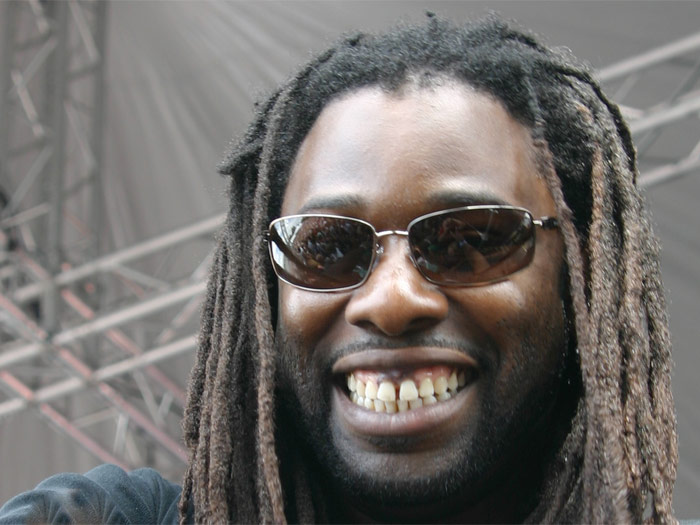
Lucien Foort

Lucien Foort (Dordrecht, 25 november 1969) is een Nederlandse dj. Hij werkte bij de radio voor BNN.
Toen Lucien 9 was, ging hij lessen volgen aan de muziekacademie. Hij speelde saxofoon. Toen hij 14 was werd hij dj. Zijn eerste wereldhit was ‘Quadrophonia’ in 1991 met de gelijknamige band Quadrophonia die hij vormde met Olivier Abbeloos. In 2001 ging Lucien maandelijks spelen in club Gatecrasher in Sheffield. Ook speelde hij in 2001 op Dance Valley in Ibiza. In 2003 bracht hij zijn eerste album uit: slice01. In 2005 kwam zijn 2e album uit, Slice02. Lucien presenteerde het programma Los! op 3FM. LOS! was elke zaterdagnacht van 1:00 tot 7:00 te horen. Tegenwoordig is Lucien een veel gevraagde dj in binnen- en buitenland en schreef hij onder meer het anthem voor Dance Valley in 2012.